# Château de Nérac
Le château de Nérac est un édifice de style Louis XII, formant la transition entre l'art gothique et la Première Renaissance, qui est situé sur la commune de Nérac, dans le département français de Lot-et-Garonne
Achevé sous le règne de Jeanne d'Albret, qui y tenait sa cour, le château fut démantelé sous la Révolution française. 
L'aile nord, seule à avoir été conservée, a été classé au titre des monuments historiques en 1862,. Elle abrite aujourd'hui le musée de Nérac, consacré à la famille des Albret et à la Renaissance en général.

## Présentation
Du château initial surplombant la Baïse, il ne reste plus qu'une aile sur les quatre qui délimitaient la cour, et une tour d'escalier.

### Historique
Une demeure seigneuriale antérieure à l'actuel château et appartenant à Arsieu d'Olbion est mentionnée en 1088.
Au XIIe siècle, les moines de l'abbaye Saint-Pierre de Condom sont mis en possession de la ville et la seigneurie de Nérac. Pour la garder, ils choisissent comme avoué ou défenseur de l'abbaye Amanieu d'Albret. Un château est par la suite occupé par Amanieu VI d'Albret en 1259. 
En 1306, les Albret finissent par supplanter les moines car une transaction est passée entre les moines et Amanieu VII d'Albret qui est reconnu seigneur de Nérac.
Les Albret ont d'abord lié leur sort à la maison d'Armagnac, mais la défaite à la bataille de Launac, en 1362, a fait que six d'entre eux ont été faits prisonniers. Ils se sont liés ensuite au rois de France. Charles Ier est tué à la bataille d'Azincourt. Son fils Charles II a combattu en Guyenne aux côtés de Xaintrailles et de Lahire contre les Anglais. Alain d'Albret a su profiter de la chute de Jean V d'Armagnac et faire oublier par Louis XII ses menées vis-à-vis du duché de Bretagne. Son fils, Jean d'Albret, lui succède, par son mariage avec Catherine de Foix et devient roi de Navarre.
Le château de Nérac est reconstruit entre les XIVe et XVIe siècles, au moment de l'apogée de la maison d'Albret. Il comprenait quatre corps de bâtiment au XVIe siècle :
- à l'ouest, le plus ancien, construit par Amanieu d'Albret, avant 1389, siècle était flanqué de quatre tours rondes ;
- au nord, l'aile a une galerie saillante en demi-voûte qui a dû être construite par Charles II d'Albret (1415-1471), après 1456, ou Alain d'Albret. C'est la seule partie du château qui ait été conservée.
- à l'est, un corps de logis flanqué de tours rondes dominant la Baïse. Cette aile a été construite par Alain d'Albret,
- au sud, le corps de bâtiment avait, dit-on, été construit par Jeanne d'Albret avec les pierres des églises et couvents de Nérac, après 1560. Cette aile comprenait la vaste salle des gardes du roi de Navarre de 20 m de long et 6 m de large, et à la suite, côté oriental, une chambre d'honneur de 8 m de long. La chambre d'Henri de Navarre était située au-dessus.

Un perron donnait accès au jardin du roi avec une terrasse le long de la Baïse qui se terminait par le pavillon du Roi.
- Les ailes nord et sud avaient à peu près le même longueur, 40 m pour 6 m de largeur.
- L'aile est qui donne sur la Baïse a une longueur d'environ 30 m et 7 m de largeur.
- L'aile ouest était plus petite, avec 25 m de longueur et 3 m de largeur. On accédait à la cour du château par une entrée unique placée au centre de la façade ouest. La disposition du château est connue grâce à un dessin fait en 1782.

Le château fut démantelé sous la Révolution française. Seule l'aile nord fut conservée. Il héberge aujourd'hui un Musée, présentant des collections archéologiques retraçant l'histoire du pays d'Albret de la préhistoire à  la conquête romaine, ainsi que des souvenirs de la maison d'Albret et de la cour de Navarre.
Le château a été classé au titre des monuments historiques en 1862,.

## Galerie

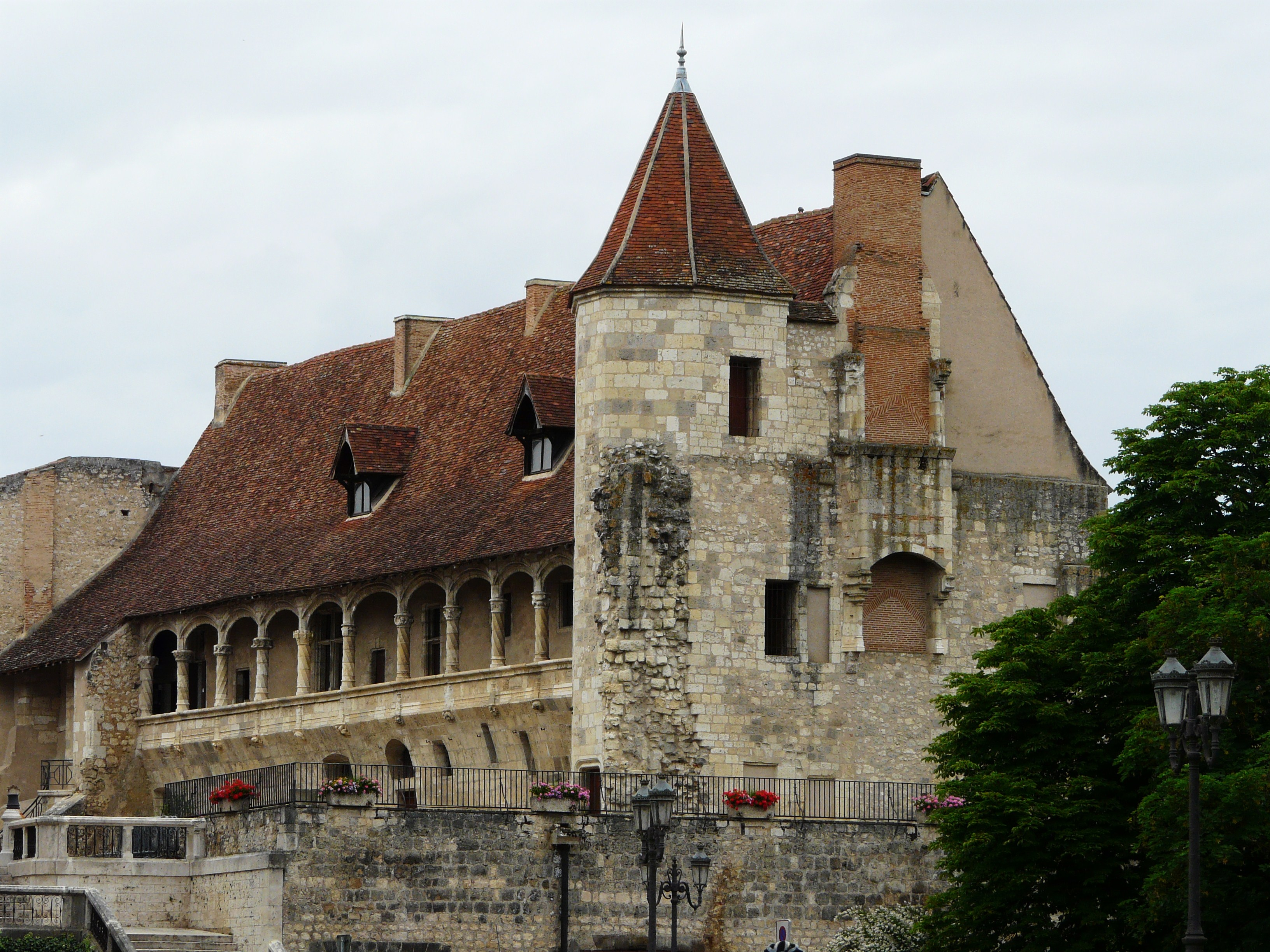
Vue depuis le Pont-Neuf.
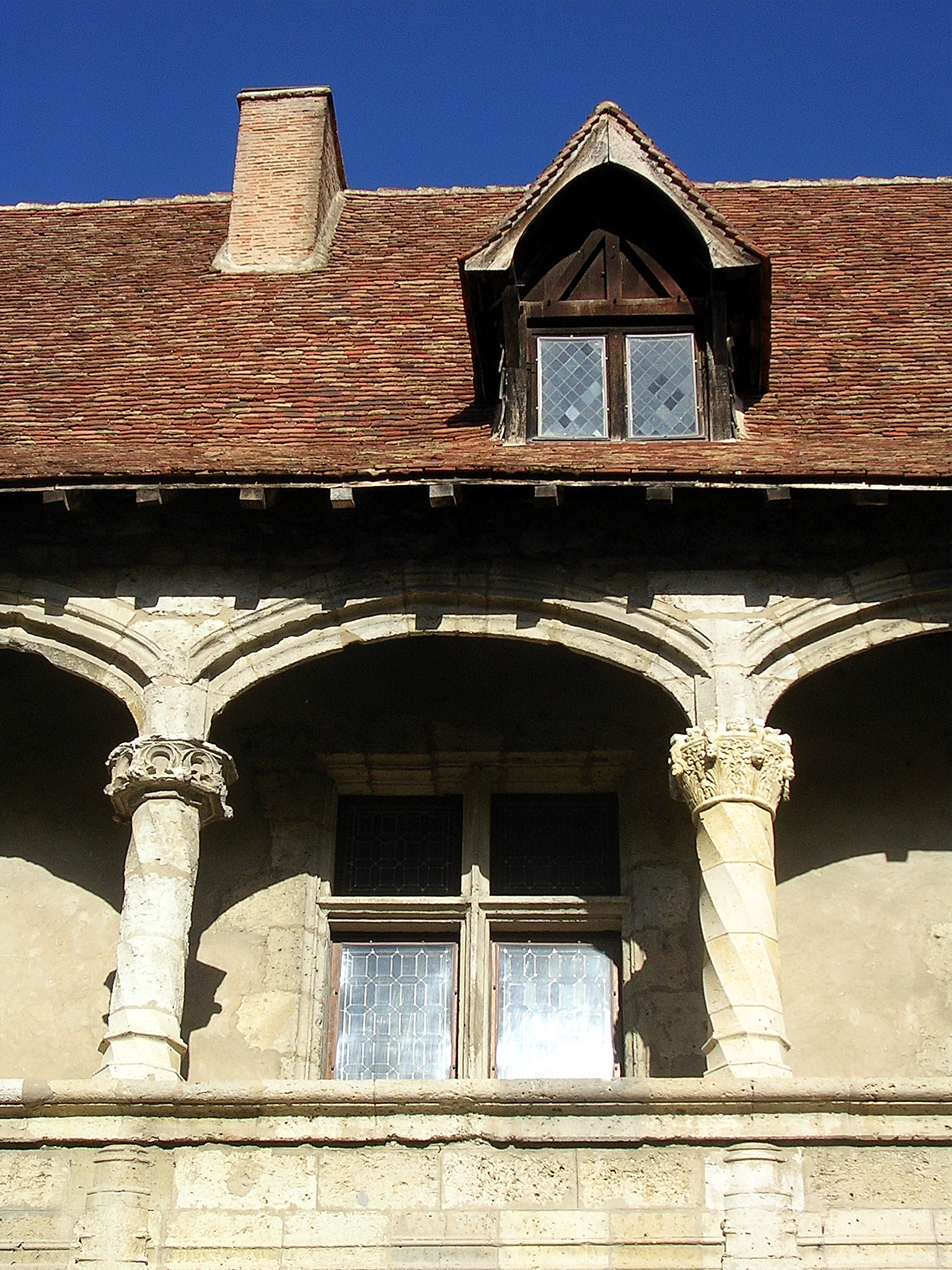
Partie de la façade sud
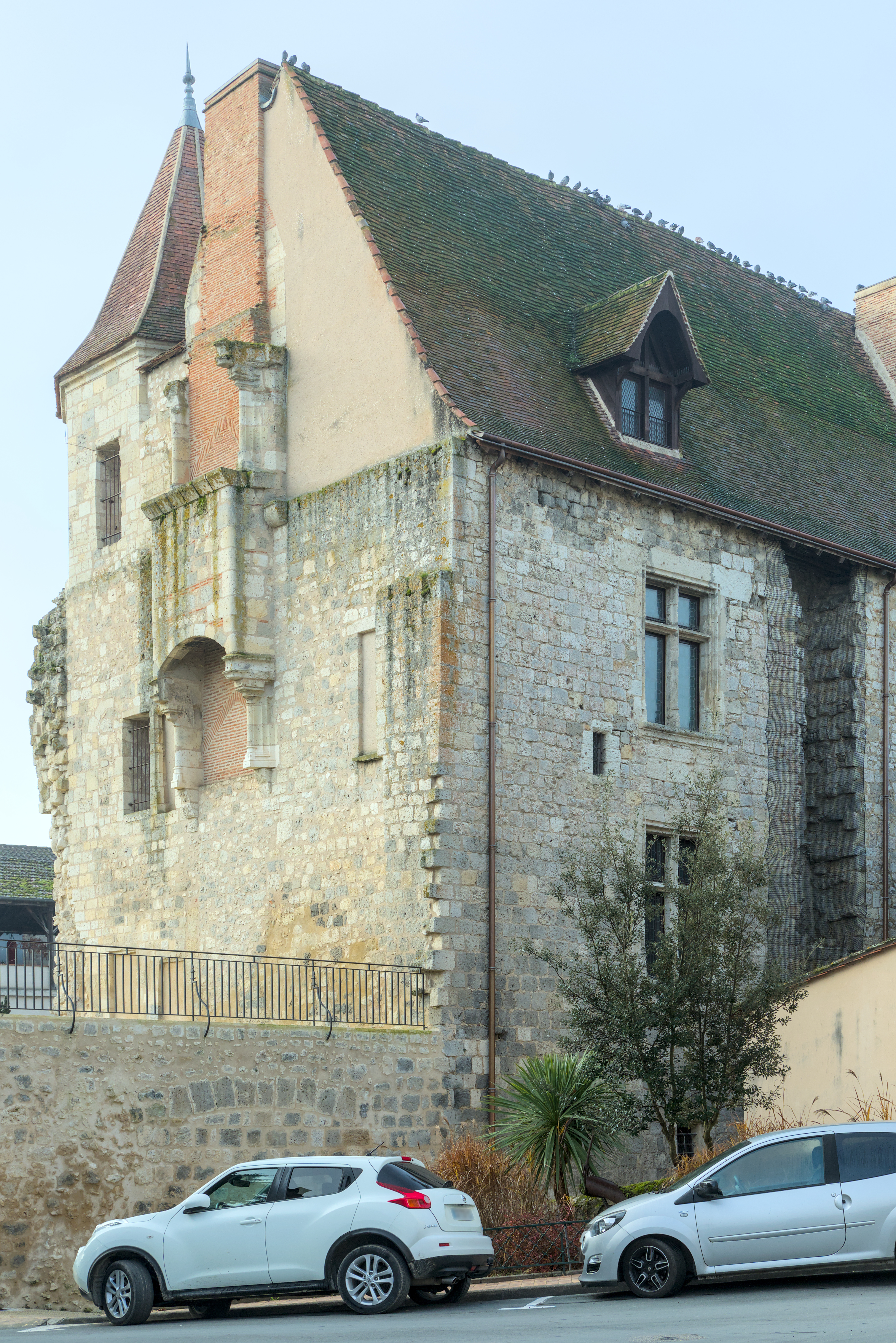
Angle nord-est.
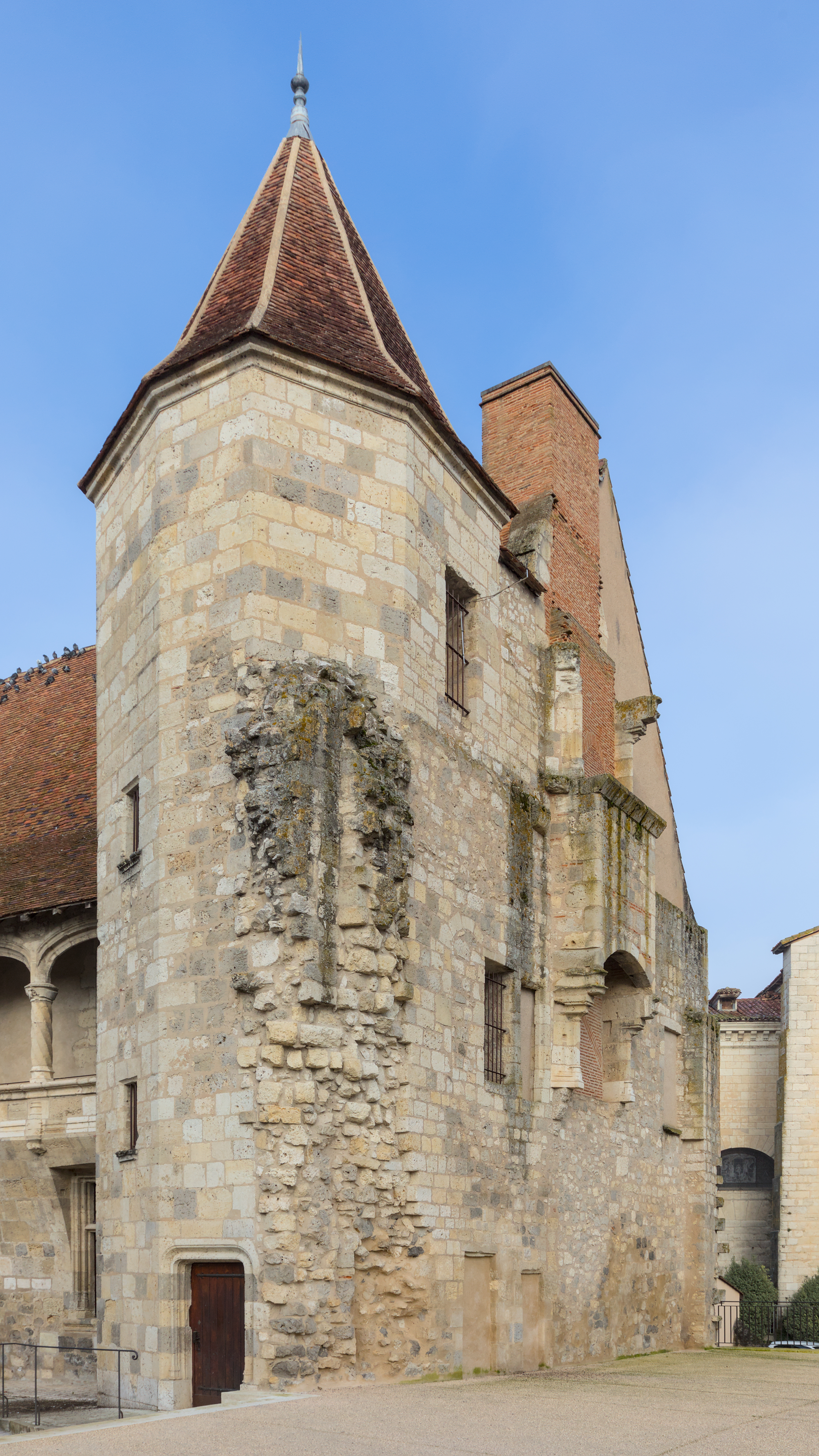
Angle sud-est.
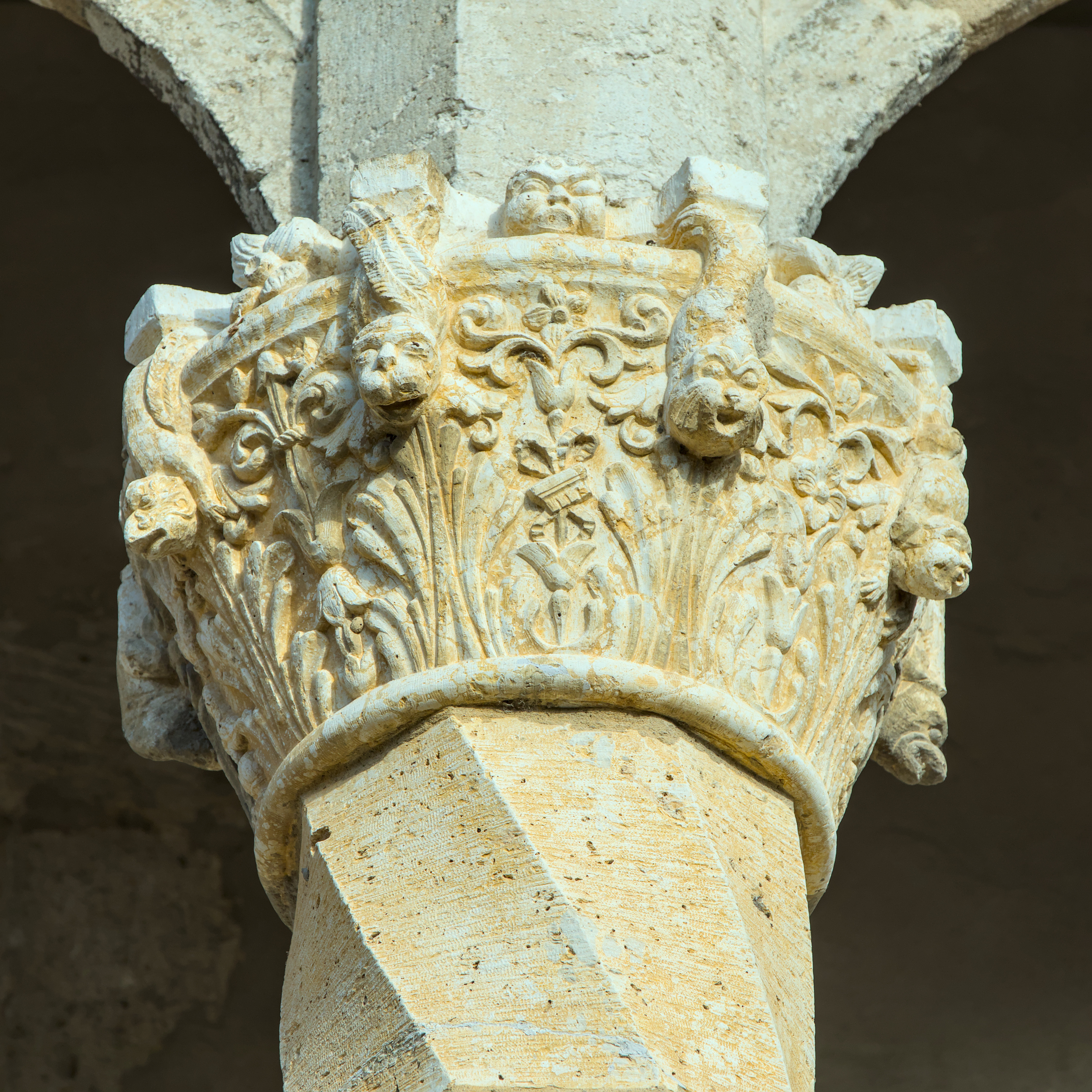
Chapiteau sculpté de la façade sud.
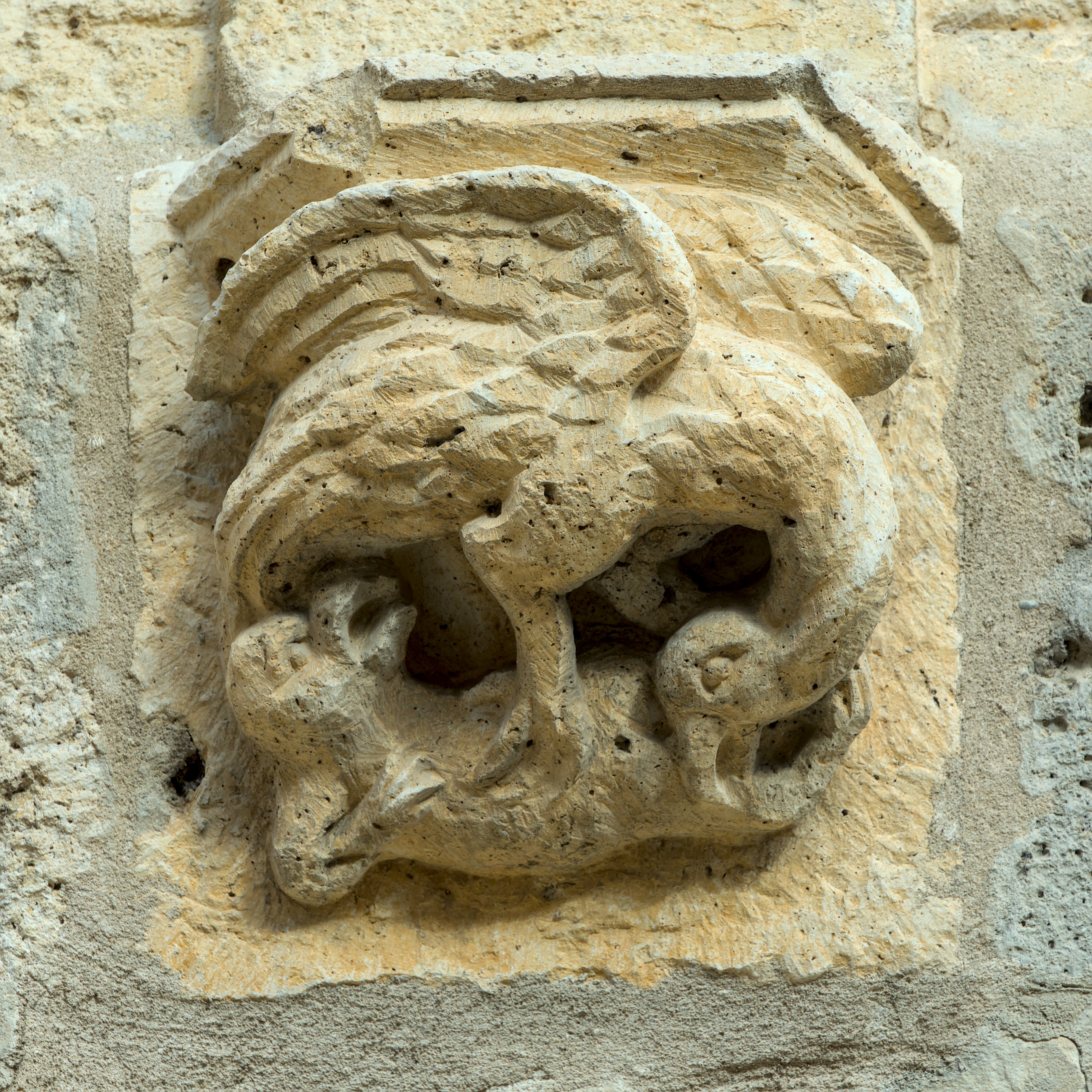
Cul-de-lampe de la façade sud.
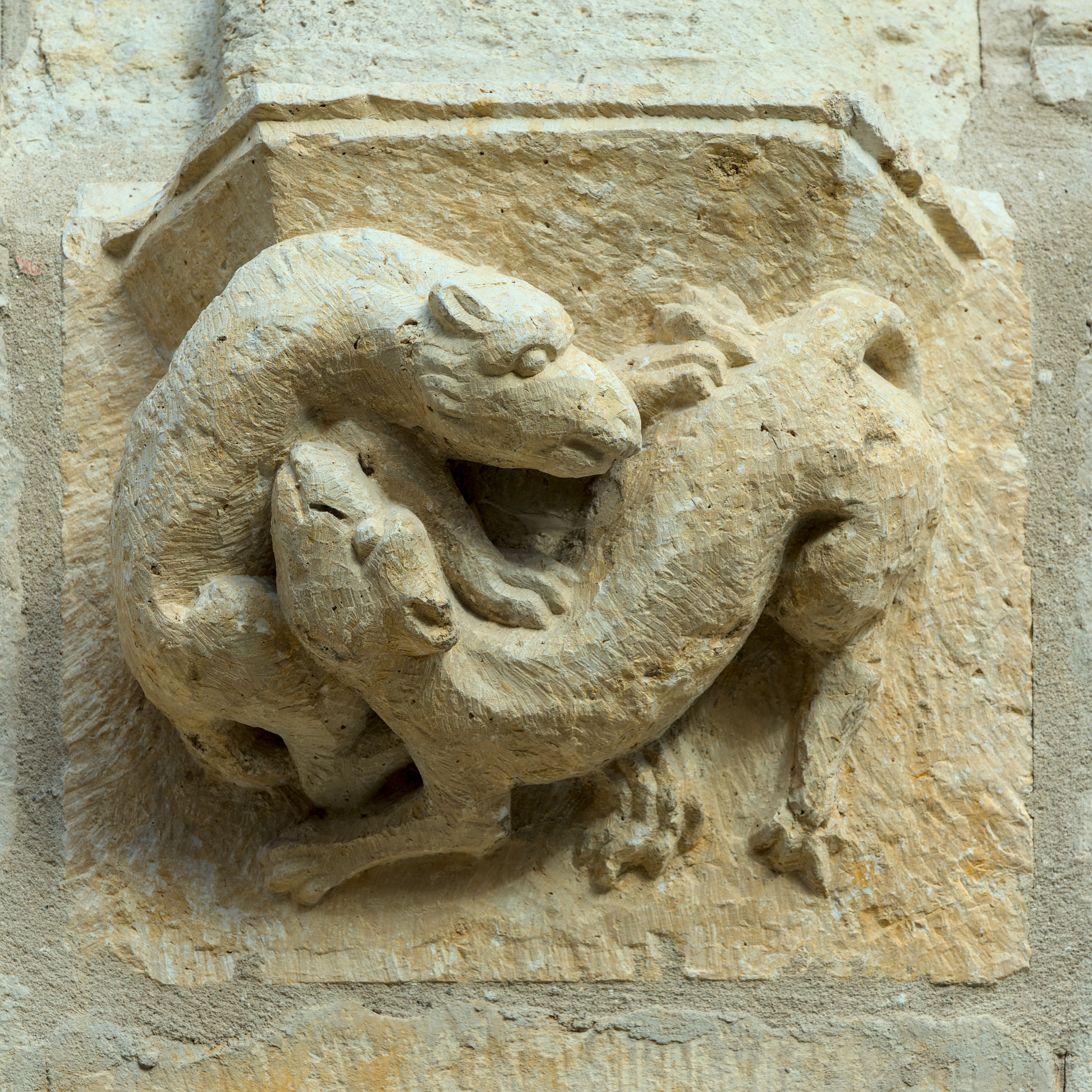
Cul-de-lampe de la façade sud.
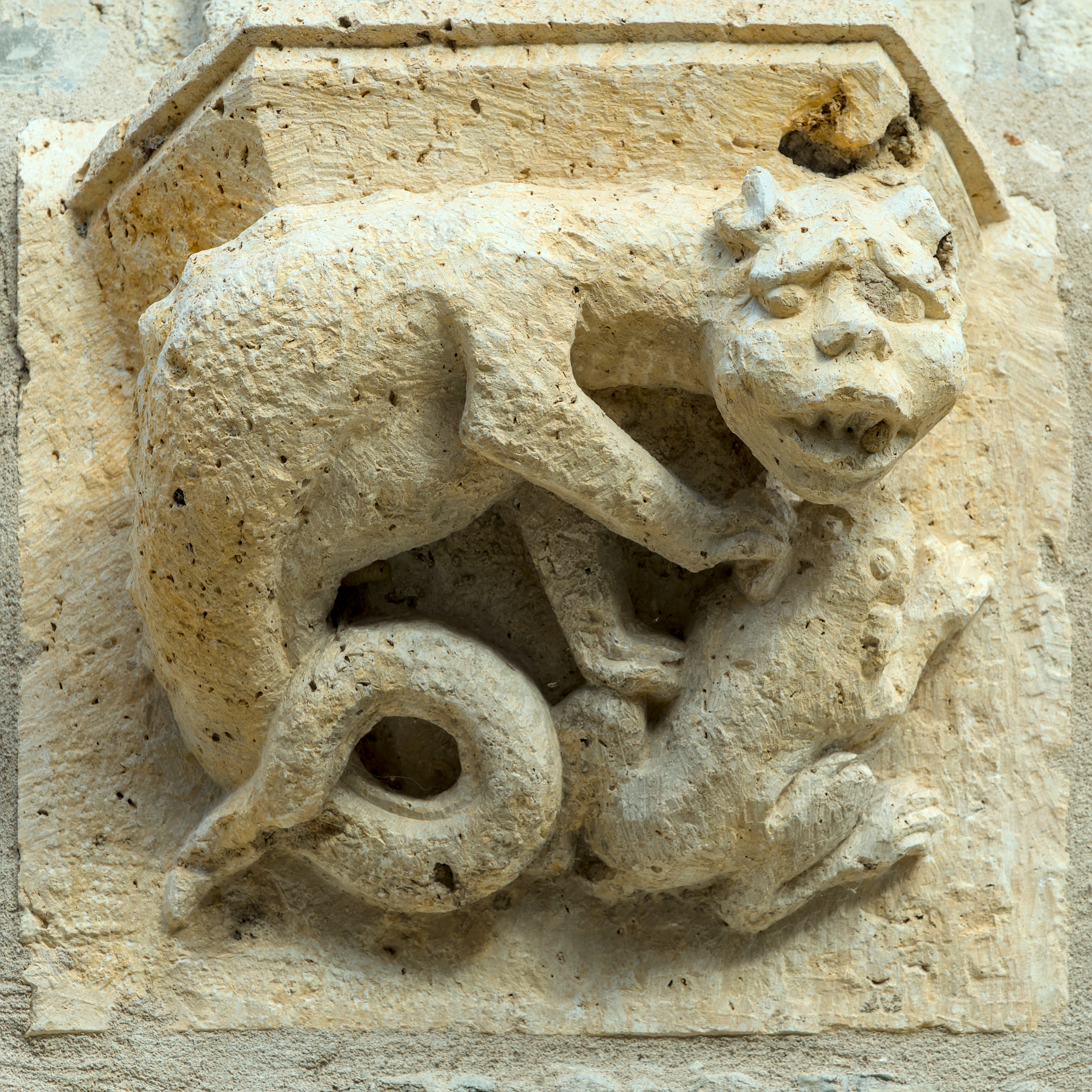
Cul-de-lampe de la façade sud.

## Musée
Le premier musée de Nérac est créé en 1872. Le musée de Nérac s’est installé dans le château en 1934.
Deux personnalités sont à l’origine de la création du musée : Georges Monbrison, collectionneur, et Anatole Faugère-Dubourg, archéologue. Armand Fallières, maire de Nérac, qui a été aussi ministre des Beaux-Arts puis président de la République (1906-1913), a facilité les dépôts au musée de Nérac.
Dans la tradition des musées du  XIXe siècle, il est encyclopédique et constitué de collections hétéroclites, avec les dons et les dépôts qui se sont accumulés au fil du temps. Les collections comprennent des objets archéologiques trouvés au cours de fouilles locales, des sculptures, des pièces d'art graphique, des objets mobiliers et des collections naturalistes.

#### Château
- Philippe Lauzun, Le château de Nérac, p. 7-15, Revue de l'Agenais, 1896, tome 23 ( lire en ligne )
- E. Rotgès, Au château royal de Nérac des dernières années du XVIe siècle à nos jours (1585-1930), p. 177-201, 261-286, 301-334, Revue de l'Agenais, 1930, tome 57 ( lire en ligne ), p. 1-26, 1931, tome 58 ( lire en ligne )
- Élodie Pignol, 029 - Nérac, musée-château, p. 56, revue Le Festin, Hors série Le Lot-et-Garonne en 101 sites et monuments, année 2014  (ISBN 978-2-36062-103-3)
- Jean-Pierre Babelon, Châteaux de France au siècle de la Renaissance, p. 51-52, Flammarion/Picard, Paris, 1989  (ISBN 2-08-012062-X) /  (ISBN 2-7084-0387-7)
- Jacques Gardelles, Les Châteaux du Moyen Âge dans la France du Sud-Ouest, La Gascogne anglaise de 1216 à 1327, p. 188, Droz et Arts et Métiers Graphiques (bibliothèque de la Société française d'archéologie no 3), Genève et Paris, 1972
- Hubert Delpont, Le Pays d'Albret, p. 53-57, Toulouse, 1994, 110 p.

#### Musée
- A. Coffyn , J.-P. Mohen, L'Âge du Bronze au Musée de Nérac (Lot-et-Garonne), p. 749-756, Bulletin de la Société préhistorique française. Études et travaux, 1968, volume 65, Numéro hors série (lire en ligne)